# Theba arinagae
Theba arinagae é uma espécie de gastrópode da família Helicidae
É endémica de Canárias, Espanha.